# محطة قطار يورك
محطة قطار يورك (بالإنجليزية: York railway station)‏‏ هي محطة قطار في مدينة يورك ‏ في المملكة المتحدة، تُشغلها قطارات إيست ميدلاند. افتُتحت هذه المحطة في 25 يونيو 1877، ويبلغ عدد مسارات أرصفتها 11.